# Kouéré
Kouéré est une commune rurale située dans le département de Sidéradougou de la province de la Comoé dans la région des Cascades au Burkina Faso.

## Géographie
Kouéré est situé à environ 45 km au sud-est de Sidéradougou, le chef-lieu du département, ainsi qu'à environ 90 km au sud-est de Banfora. La commune est traversée par la route nationale 11 reliant Banfora à Gaoua.

## Démographie
| 2003  | 2006  | 2012 |
| ----- | ----- | ---- |
| 3 195 | 2 869 | -    |

## Santé et éducation
Kouéré accueille un centre de santé et de promotion sociale (CSPS) tandis que le centre hospitalier régional (CHR) se trouve à Banfora.
Le village possède une écoles primaire publique.